# VfR Neuss
Der VfR 06 Neuss (offiziell: Verein für Rasensport von 1906 e. V.) ist ein Fußballverein in Neuss in Nordrhein-Westfalen. Der VfR 06 Neuss gehört dem Fußballverband Niederrhein an und spielt in der Saison 2024/25 in der Kreisliga B, Gruppe 1 Grevenbroich-Neuss. Die Heimspiele werden ausgetragen im Jahnstadion Neuss-Mitte.

## Geschichte
In der Nachkriegszeit erlebte der VfR Neuss eine sportliche Blütezeit, die ihn 1966 bis in die damals zweitklassige Regionalliga West führte. 1948/49 errang der VfR die Meisterschaft der Bezirksklasse und schaffte damit den Aufstieg in die Landesliga, die zu jener Zeit höchste deutsche Amateurklasse. In der Saison 1960/61 gewann der Verein die Meisterschaft in der Landesliga Grevenbroich-Neuss und damit den Aufstieg in die höchste Amateurklasse, die Verbandsliga Niederrhein. Dort etablierte sich die VfR-Mannschaft für die folgenden fünf Jahre und holte in der Runde 1965/66 die Verbandsligameisterschaft unter Trainer Willi Koll. In der Aufstiegsrunde setzte man sich gegen die Konkurrenten Hammer SpVg, SSV Hagen und Bonner SC durch und hatte damit den Aufstieg in die Fußball-Regionalliga West erreicht. Der Aufsteiger vom Stadion an der Hammer Landstraße nahm den Elan des Aufstiegs mit und landete nach beachtenswerten Siegen unter anderem über VfL Bochum, Preußen Münster, Bayer 04 Leverkusen und den Wuppertaler SV am Rundenende auf Platz acht. Wesentlich dazu beigetragen hatten der reaktionsschnelle Torhüter Klaus Schonz, Ausputzer Josef Kokesch und Torjäger Ulrich Kohn.
In die Annalen des VfR ging dann das Saisoneröffnungsspiel der Runde 1967/68 ein. Bundesligaabsteiger Fortuna Düsseldorf, Nachbar von der anderen Rheinseite, eröffnete die Regionalligasaison am 13. August 1967 in Neuss. Zur Halbzeit stand es vor 13.500 Zuschauern standesgemäß 1:3 für die klar favorisierte Fortuna. Anschließend in der zweiten Hälfte nach dem 2:3-Anschlusstreffer der Neusser durch Waldemar Gerhardt zwischenzeitlich 2:4. Im weiteren Verlauf der zweiten Spielhälfte erzielten die Neusser Spieler Peter Schäfer und Sasserath bis zur 74. Minute das 4:4, ehe Mittelstürmer Kohn in der 77. Minute zum 5:4-Siegtreffer für Neuss traf. „Überall sprachen sie nach diesem 5:4 Erfolg über den VfR Neuss. Sogar auf hoher See. Der Schiffer Günter Classen, der im Atlantischen Ozean über UKW von dem Sensations-Sieg seiner grün-weißen Herzbuben erfahren hatte, meldete sich umgehend per Telegramm bei der örtlichen Postille mit einer ‚Bitte an die Stadt Neuß‘: ‚Tun Sie alles, um dem VfR ein entsprechendes Stadion zu geben, wo auch 20.000 Zuschauer reingehen‘, kabelte der fußballbegeisterte Kapitän“. Die dann tatsächlich diskutierte Stadionerweiterung auf 35.000 Plätze unterblieb jedoch letztlich. Immerhin wurde in derselben Saison auch das Rückspiel beim Rivalen von der gegenüberliegenden Rheinseite mit 2:1 gewonnen. 
Mit dem neuen Trainer Manfred Krafft konnte Neuss 1969 und 1970 jeweils den neunten Rang in der Regionalliga West belegen, aber die Abgänge von Spielern wie Werner Tenbruck und Robert Begerau machten sich dann doch bemerkbar. Zur Saison 1970/71 kehrte der vielmalige Nationalspieler Albert Brülls zum VfR Neuss zurück und spielte hier 2 Jahre. Dennoch erfolgte 1972 der Abstieg in die Verbandsliga Niederrhein, wo man vergeblich den Wiederaufstieg anstrebte. 1978 verpasste der VfR Neuss die Qualifikation zur neugegründeten Oberliga Nordrhein und verschwand in der Viertklassigkeit. Hochverschuldet pendelte der Klub in den folgenden Jahrzehnten zwischen Verbands- und Landesliga, 2006 folgte der Sturz in die Bezirksliga.
Der Verein war zweimal in der Hauptrunde des DFB-Pokals vertreten. 1980/1981 scheiterte der VfR mit 2:7 an Rot-Weiss Essen und 1976/1977 unterlag er mit 0:3 bei Bremerhaven 93. Ein weiteres Pokal-Highlight war 1961 die 2. Runde des Westdeutschen Pokals, als der VfR Neuss gegen seinen rheinischen Rivalen Fortuna Düsseldorf 2:1 siegreich blieb. Der Verein trug seine Spiele im Stadion an der Hammer Landstraße aus dem Jahre 1919 aus, die Holztribüne wurde im Jahr 1923 erbaut. Nach schweren Zerstörungen im Zweiten Weltkrieg trug der VfR vorübergehend seine Spiele im Neusser Jahnstadion aus, bevor man 1948 an die Hammer Landstraße zurückkehren konnte. 1978 wurde weiter ausgebaut und es kam eine überdachte Stehtribüne auf der Gegengeraden dazu.
Ende der 1990er kam der VfR ins Trudeln, Unruhe im Umfeld und enorme finanzielle Probleme hätten um ein Haar dazu geführt, dass der Verein von der Bildfläche verschwindet. Die Insolvenz konnte in letzter Sekunde abgewendet werden. Sportlich fiel man bis in die Bezirksliga, wo man fünf lange Jahre spielte bis 2009 wieder der Aufstieg in die Landesliga gelang. Ende 2010 meldete der Verein erneut Insolvenz an. Infolgedessen wurde die erste Mannschaft nach 13 Spielen vom Spielbetrieb in der Landesliga zurückgezogen. Der Verein setzte den Spielbetrieb in der Saison 2011/12 in der Bezirksliga Niederrhein fort, das Insolvenzverfahren wurde im September 2011 abgewickelt. Mit nur 9 Punkten aus 30 Spielen und 18:119 Toren stieg der VfR am Ende der Spielzeit als Tabellenletzter in die Kreisliga A ab.
Im April 2013 gab die Stadt Neuss bekannt, das Stadion an der Hammer Landstraße zum 1. Juli 2013 zu schließen und abzureißen. Der sportliche Absturz ging weiter und endete in der Kreisliga C, wo der Verein in der Saison 2015/16 schuldenfrei einen Neuanfang startete. In der Spielzeit 2017/18 gelang dem VfR mit 78 Punkten und 174:30 Toren der direkte Aufstieg in die Kreisliga B. Im Folgejahr stieg der VfR Neuss in die Kreisliga A auf. Spielklasse in der Saison 2024/25 ist die Kreisliga B.

## Persönlichkeiten
- Robert Begerau
- Albert Brülls
- Gerhard Buddatsch
- Hans-Jörg Criens
- Hans-Werner Moors
- Friedhelm Funkel
- Wolfgang Funkel
- Rolf Grünther
- Markus Hausweiler
- Hans-Josef Hellingrath
- Ulrich Kohn
- Josef Kokesch
- Manfred Krafft
- Andreas Lambertz
- Ben Manga
- Heinz Mostert
- Peter Müller
- Hans-Günter Neues
- Heiko Peschke
- Heinz Pflügge
- Wolfgang Schlief
- Jörg Schmadtke
- Klaus Schonz
- Stephan Schulz-Winge
- Erwin Spinnler
- Peter Szech
- Werner Tenbruck
- Günter Thiele
- Peter Vogel